# Крауиньш, Петр Янович
Крауиньш Петр Янович  (род. 24 апреля 1939 года, с. Дунте Лимбажский район, Латвия) – профессор, доктор технических наук, заведующий кафедры автоматизации и роботизации в машиностроении ТПУ (с 2001г.).

## Биография
Крауиньш Петр Янович родился 24 апреля 1939 года в латвийском селении Дунте Лимбажского района в многодетной семье с 6 детьми. В 1949 году его родители были репрессированы и высланы в Каргасокский район Томской области. В 1957 году окончил школу, после чего работал полтора года в Июсском леспромхозе в Хакасии. С 1958 по 1961 год служил в армии в Вильнюсе, там же окончил артиллерийскую школу сержантов и автошколу. Учился на подготовительных курсах, после которых поступил в Томский политехнический институт (ныне Томский политехнический университет, ТПУ).
В ТПУ Петр Янович работает 1961 года, вначале бригадиром-механиком в производственных мастерских НИИ ядерной физики при ТПИ, потом  — лаборантом на кафедре станков. В 1966 году окончил институт и продолжил в нём работать ассистентом, старшим преподавателем.
В 1971 году защитил кандидатскую диссертацию на тему: «Динамика торможения гидроцилиндра с учетом нелинейности узлов трения и податливости магистралей управления». Его научным руководителем был профессор В. Ф. Горбунов. В 1996 году защитил докторскую диссертацию на тему: «Динамика вибромеханизма на упругих оболочках с гидрообъемным приводом». В 2001 году избран заведующим кафедрой «Автоматизация и роботизация в машиностроении» Томского политехнического университета.
В настоящее время Крауиньш П. Я. ведет в университете курсы: «Теория автоматического управления», «Математическое моделирование технических систем и производственных процессов», «Управление техническими системами», «Управление точностью металлообработки» и др.
Петр Янович Крауиньш имеет около 60 патентов на изобретения, является автором более 90 научных работ. Под его научным руководством было подготовлено и защищено 10 кандидатских диссертаций.
Область научных интересов: динамика, прочность машин, приборов и аппаратуры, разработка виброударной техники для нефтегазового комплекса. С 1978 по 1987 год Петр Янович занимался работами по теме «Вибрационное просвечивание Земли».

## Награды
- Две бронзовые медали ВДНХ — за разработку и внедрение вибрационной техники.

## Труды
- Динамика вибромеханизма на упругих оболочках с гидрообьемным приводом : диссертация ... доктора технических наук : 01.02.06. - Томск, 1995. - 266 с.
- Крауиньш, Петр Янович. Динамика вибромеханизма на упругих оболочках с гидрообъемным приводом : автореферат дис. ... доктора технических наук : 01.02.06 / Томск. политехн. ун-т.- Томск, 1995.